# Rosalind Knight
Rosalind Marie Knight (Marylebone, 3 dicembre 1933 – 19 dicembre 2020) è stata un'attrice britannica.

## Biografia
Figlia d'arte, suo padre era l'attore Esmond Knight.

## Vita privata
Nel 1959 si sposò con il regista teatrale e televisivo Michael Elliott. Ebbe da lui due figlie, Marianne Elliott, produttrice e regista teatrale, e Susannah Elliott, attrice. La coppia rimase unita fino alla morte di lui, avvenuta nel 1984. 

## Filmografia parziale

### Cinema
- Blue Murder at St Trinian's, regia di Frank Launder (1957)
- Carry On Nurse, regia di Gerald Thomas (1959)
- Carry On Teacher, regia di Gerald Thomas (1959)
- Tom Jones, regia di Tony Richardson (1963)
- Can Heironymus Merkin Ever Forget Mercy Humppe and Find True Happiness?, regia di Anthony Newley (1969)
- Fate la rivoluzione senza di noi (Start the Revolution Without Me), regia di Bud Yorkin (1970)
- Il mistero della signora scomparsa (The Lady Vanishes), regia di Anthony Page (1979)
- The Wildcats of St. Trinian's, regia di Frank Launder (1980)
- Prick Up - L'importanza di essere Joe (Prick Up Your Ears), regia di Stephen Frears (1987)
- Il mio West, regia di Giovanni Veronesi (1998)
- About a Boy - Un ragazzo (About a Boy), regia di Paul Weitz e Chris Weitz (2002)
- The Lady in the Van, regia di Nicholas Hytner (2015)

### Televisione
- Martin Chuzzlewit - miniserie TV, 10 episodi (1964)
- Jackanory - serie TV, 10 episodi (1966-1967)
- I Thought You'd Gone - serie TV, 7 episodi (1984)
- Berkeley Square - serie TV, 6 episodi (1998)
- Gimme, Gimme, Gimme (Gimme Gimme Gimme) - serie TV, 13 episodi (1999-2001)
- Miss Marple (Agatha Christie's Marple) – serie TV, episodio 2x02 (2006)
- The Crown - serie TV, 2 episodi (2016)